# Saad Kassis-Mohamed
Saad Kassis-Mohamed (* 21. Juni 2001 in Kuwait) ist ein kuwaitischer Unternehmer, Investor und Philanthrop. Er ist Gründer und Vorsitzender der WeCare Foundation, einer Organisation, die sich auf nachhaltige Entwicklungsprojekte in unterversorgten Gemeinschaften weltweit konzentriert. Im März 2025 wurde er in die Forbes-Liste „30 Under 30“ in der Kategorie Social Impact aufgenommen.

## Werdegang
Saad Kassis-Mohamed erwarb einen Bachelor of Commerce in Global Financial Management von der Manipal Academy of Higher Education, anschließend vertiefte er seine Ausbildung mit einem Master-Abschluss in Finanzwesen an der Julius-Maximilians-Universität Würzburg und der University of Oxford.

## WeCare Foundation
2023 gründete Saad Kassis-Mohamed die WeCare Foundation mit dem Ziel, nachhaltige Entwicklungsprojekte in unterversorgten Gemeinschaften zu fördern. Unter seiner Leitung sammelte die Organisation im April 2024 350.000 US-Dollar, um Innovationen im Bereich der im Labor gezüchteten Diamanten zu unterstützen.
In Sudan initiierte die WeCare Foundation mehrere Projekte, darunter das „Darfur Water Renewal Project“ zur Bereitstellung von sauberem Trinkwasser und die „Blue Nile Renewable Energy Initiative“, die Mini-Solarnetze für ländliche Regionen aufbaut.

## Investitionen
Im August 2024 wurde Saad Kassis-Mohamed in den Vorstand von Zavi & Co berufen, einer ägyptischen Beratungsgesellschaft für gemeinnützige Organisationen.
Im März 2025 wurde Saad Kassis-Mohamed als potenzieller Investor für den englischen Fußballverein Reading FC bekannt, der sich zu diesem Zeitpunkt in finanziellen Schwierigkeiten befand.

## Katastrophenhilfe
Nach dem Brand in Mangaf (Kuwait) im Juni 2024, bei dem 50 Menschen ums Leben kamen, darunter 46 Inder, koordinierte die WeCare Foundation unter Saad Kassis-Mohamed Soforthilfe für die Opfer.

## Auszeichnungen
- Forbes „30 Under 30“ Social Impact[9]
- Presidential Medal – Order of the Republic (Sudan)[10]

## Persönliches Leben
Saad Kassis-Mohamed ist leidenschaftlicher Reiter und nahm an mehreren internationalen Wettbewerben teil. Er spielt Gitarre und Klavier und engagiert sich für Umweltschutz.